# Saint-Martin-le-Colonel
Saint-Martin-le-Colonel is een gemeente in het Franse departement Drôme (regio Auvergne-Rhône-Alpes) en telt 164 inwoners (2005). De plaats maakt deel uit van het arrondissement Valence.

## Geografie
De oppervlakte van Saint-Martin-le-Colonel bedraagt 3,2 km², de bevolkingsdichtheid is 51,2 inwoners per km².

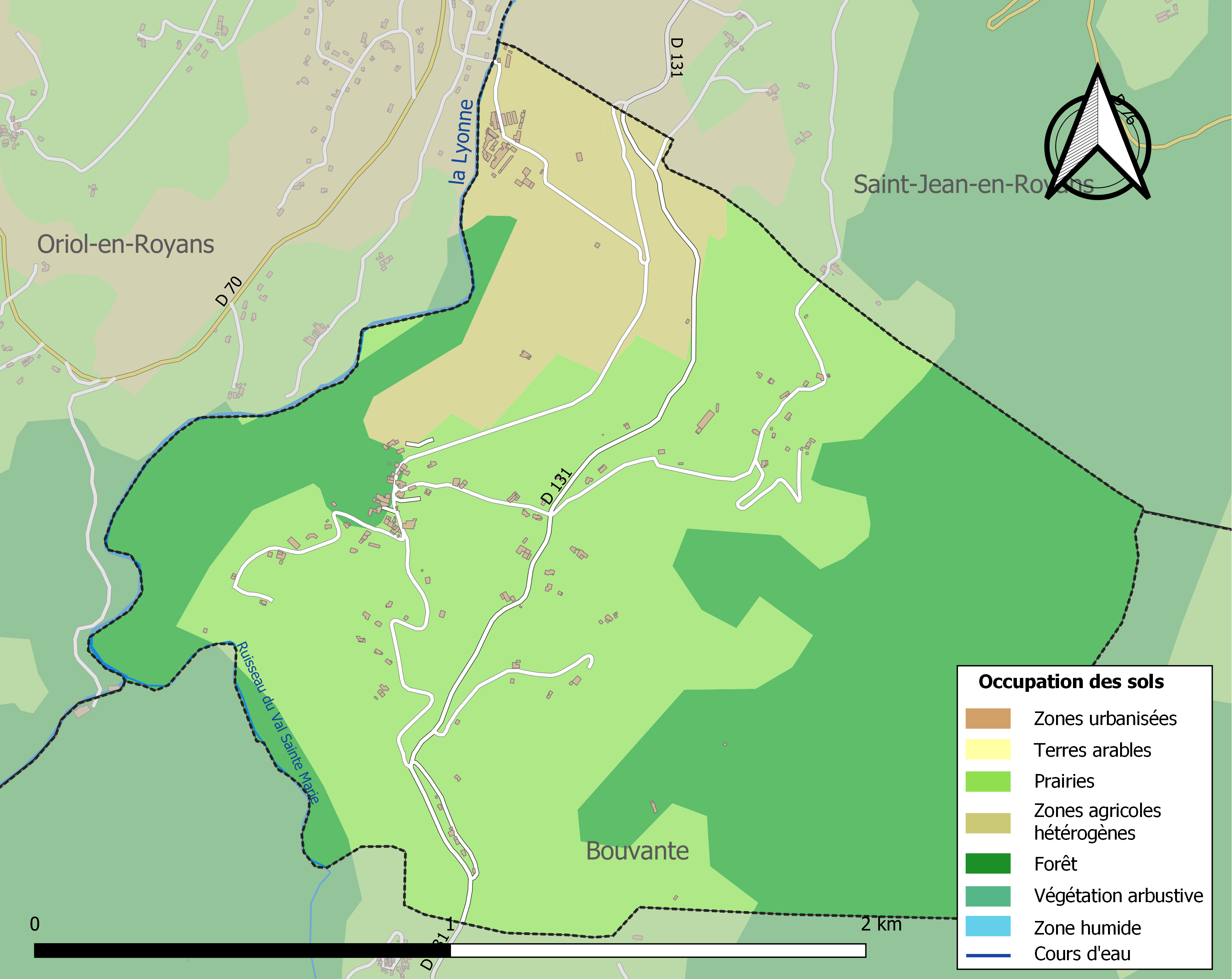
Kaart van de gemeente met belangrijkste infrastructuur, bodemgebruik en omliggende gemeenten

## Demografie
Onderstaande figuur toont het verloop van het inwonertal (bron: INSEE-tellingen).